# Římskokatolická farnost Petrovice u Sedlčan
Římskokatolická farnost Petrovice u Sedlčan je jedno z územních společenství římských katolíků v příbramském vikariátu s farním kostelem sv. Petra a Pavla.

## Dějiny farnosti
R. 1352 plebánie, po reformaci filiálka f. Počepice, r. 1711 farnost obnovena. Matriky vedeny od r. 1706, předtím ve f. Počepice.
Starší názvy: Petrovice; Petrovicium; Petrowitz.
V letech 1409–1413 zde byl farářem  Jan Kardinál, bakalář církevního práva,  mistr svobodných umění,  přítel Jana Husa,  v letech 1416–1417 rektor Univerzity Karlovy.
V letech 1834 –1838 zde byl působil český spisovatel a národní buditel František Doucha.
Dalším významným knězem, který zde působil v letech 1887 – 1891, byl vyšehradský kanovník Eduard Šittler.

## Osoby ve farnosti
Mgr. Jacek Strachowski, administrátor
Věra Štemberková, pastorační asistent

## Kostely farnosti
| Kostel                  | Místo      | Bohoslužba                                                                               |
| ----------------------- | ---------- | ---------------------------------------------------------------------------------------- |
| sv. Mikuláše            | Nechvalice | ne 08.00 čt 17.00 út 17.00 pouze 1. úterý v měsíci                                       |
| Nanebevzetí Panny Marie | Obděnice   | ne 09.30 pá 17.00 út 17.00 pouze 2. a 4. úterý v měsíci v období letního času            |
| Svaté Rodiny            | Hněvanice  |                                                                                          |
| sv. Petra a Pavla       | Petrovice  | čt so 08.00 pouze 1. čtvrtek a 1. sobota v měsíci pá 08.00 ne 11.00 st 17.00             |
| sv. Ducha               | Hrazany    | so 17.00 v zimním období každá sobota, v letním období pouze 2., 3. a 4. sobota v měsíci |